# Keetia cornelia
Keetia cornelia är en måreväxtart som först beskrevs av Adelbert von Chamisso och Diederich Franz Leonhard von Schlechtendal, och fick sitt nu gällande namn av Diane Mary Bridson. Keetia cornelia ingår i släktet Keetia och familjen måreväxter. Inga underarter finns listade i Catalogue of Life.